# Juan Ignacio Zoido Álvarez
Juan Ignacio Zoido Álvarez (castellà: Juan Ignacio Zoido)  (Montellano, 21 de gener de 1957) és un jutge i polític espanyol. Des del 3 de novembre de 2016 fins al 7 de juny de 2018 fou el ministre de l'Interior del Govern d'Espanya. Persona de confiança de María Dolores de Cospedal, és Diputat al Congrés d'Espanya per Sevilla, on va ser alcalde entre 2011 i 2015, i fou parlamentari andalús entre el 9 de març de 2008 i el 27 de setembre de 2014 així com president del PP d'Andalusia entre el 14 juliol 2012 i l'1 de març de 2014.

## Biografia
És llicenciat en Dret per la Universitat de Sevilla, centre on va ser professor associat de Dret Civil. Pertany a la carrera judicial i va ser magistrat destinat a La Laguna (Tenerife), jutge de Primera Instància número 7 de Sevilla, jutge degà dels Jutjats de Sevilla i va formar part de la Sala de Govern del Tribunal Superior de Justícia d'Andalusia.
De la mà del Partit Popular va començar la seva activitat política com a director general de Relacions amb l'Administració de Justícia (1996-2000). Va ser delegat del Govern d'Espanya a Castella-la Manxa (2000-02) i a Andalusia (2002-04).
Entre 2004 i 2006 va ser secretari general del Partit Popular andalús. Va ser escollit regidor de l'Ajuntament de Sevilla a les eleccions municipals de 2007, on va ser el portaveu de Grup Municipal Popular entre 2007 i 2011. Va ser diputat al Parlament d'Andalusia (2008-14), escollit en dues ocasions a les eleccions autonòmiques de 2008 i 2012. A les eleccions municipals de 2011 a Sevilla va tornar a ser candidat pel Partit Popular i va ser escollit alcalde de Sevilla (2011-15). Entre 2011 i 2012 va ser el president de la Federació Espanyola de Municipis i Províncies. Va ser el president del Partit Popular d'Andalusia (2012-14).
És membre del Congrés dels Diputats des de 2016, elegit diputat per Sevilla a les eleccions generals de 2015, XI Legislatura, i de 2016, XII. Mariano Rajoy el va nomenar ministre de l'Interior d'Espanya, càrrec del qual va prendre possessió el 4 de novembre de 2016. Ocupant aquest càrrec, va ser un dels responsables de l'operació policial contra el referèndum de l'1 d'octubre de 2017.

## Distincions

### Distincions honorífiques espanyoles
- Oficial de l'Orde de la Creu de Sant Raimon de Penyafort, creu distingida de segona classe.[9]

### Distincions honorífiques estrangeres
- Gran oficial de l'Orde de l'Infant Dom Henrique (República Portuguesa, 9 de juny de 2014).[10]